# Yvré-l’Évêque
Yvré-l’Évêque – miejscowość i gmina we Francji, w regionie Kraj Loary, w departamencie Sarthe.
Według danych na rok 1990 gminę zamieszkiwały 3682 osoby, a gęstość zaludnienia wynosiła 133 osób/km² (wśród 1504 gmin Kraju Loary Yvré-l’Évêque plasuje się na 124. miejscu pod względem liczby ludności, natomiast pod względem powierzchni na miejscu 334.).